# Перша приватна броварня
ТОВ Торгово-виробнича компанія "Перша приватна броварня «Для людей — як для себе!» — підприємство харчової промисловості України, зайняте у галузі виробництва та реалізації напоїв натурального бродіння (пива та квасу). Входить в четвірку лідерів пивного ринку України. Продукція «Першої приватної броварні» представлена в усіх регіонах України, а також експортується майже до десяти країн світу, в тому числі в Казахстан, Білорусь, Польщу, Чехію та Велику Британію. В січні 2013 року ексклюзивний сорт пива від «Першої приватної броварні» — «Бочкове» — став першим українським пивом, яке виробляється за ліцензією закордоном. На початку 2013 року ліцензійний розлив стартував в Росії, а згодом розпочався в Білорусі. Після анексії Криму та початку війни на сході України за ініціативи "Перша приватна броварня" ліцензійний контракт був розірваний.

## Історія
«Перша приватна броварня» була створена в 2004 році родиною Андрія Мацоли та залишалася винятково сімейним бізнесом до січня 2012 року. З того часу відбулося злиття компанії з ПБК «Радомишль», який належав міжнародній групі Oasis CIS. У результаті злиття, «Перша приватна броварня» здійснює управління 2-ма пивзаводами — у Львові та в Радомишлі, сумарна потужність яких з другої половини 2016 року становить 2,3 млн гл пива на рік.. Найбільшим акціонером компанії та її СЕО є українець Андрій Мацола, другий за величиною пакет належить ЄБРР. Решта акцій розподілені між концерном Oettinger і керуючими партнерами групи Oasis CIS. Згідно інформації наведеної у ЄДРПОУ до засновників «Першої приватної броварні» також належить кіпрська компанія «Бонетед Лімітед».

## Асортимент продукції

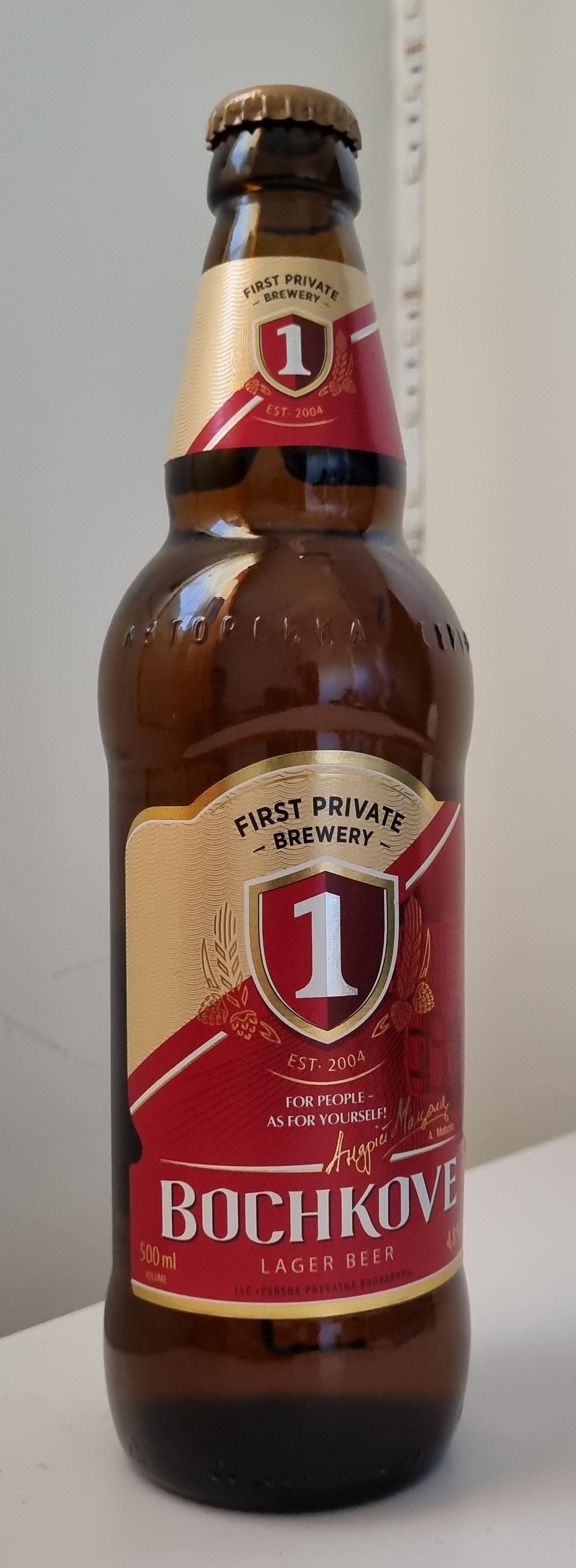
Бочкове Першої приватної броварні

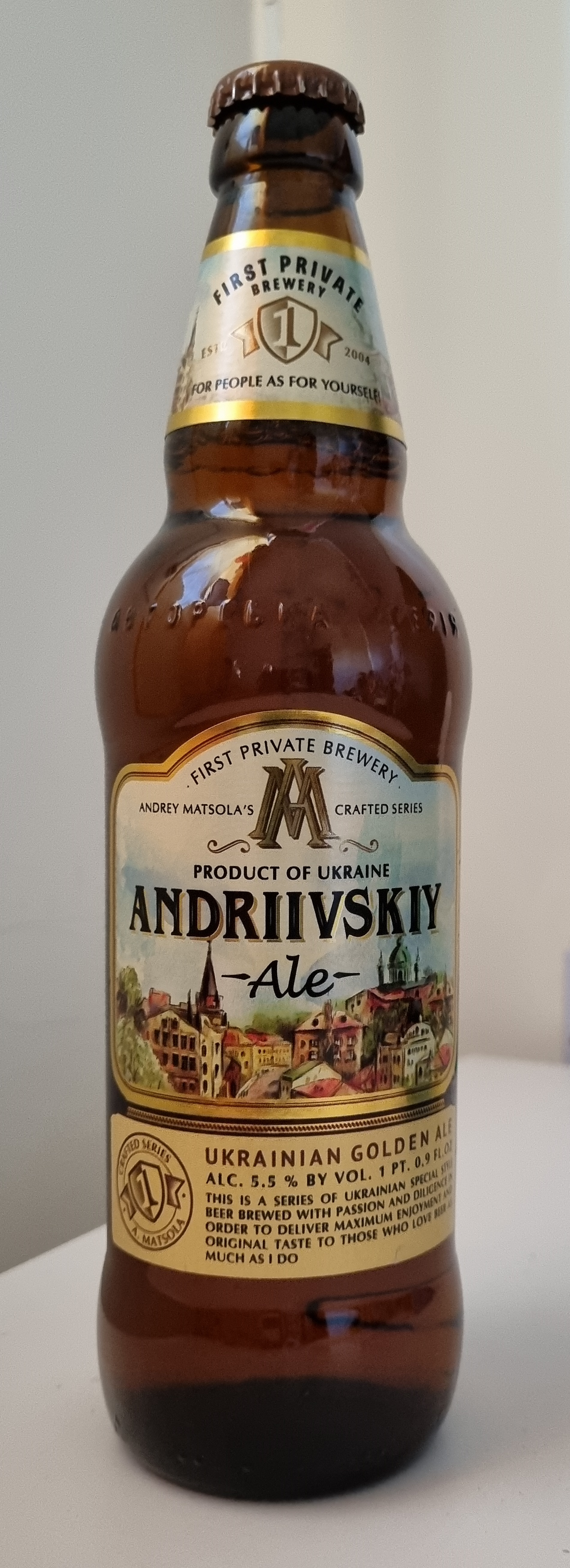
Андріївський Ель Першої приватної броварні

Пивні заводи «Першої приватної броварні» працюють за стандартами броварень Європи. Виробництво пива в Радомишлі сертифіковане за стандартами якості ISO 9001, ISO 20012.

### Класичні світлі сорти
• «Бочкове» — світлий лагер. Масова частка сухих речовин у початковому суслі — 11,5 %. Вміст спирту — не менше 4,5 % об. Поживна (харчова) цінність на 100 г (100 мл) пива: білки — 0 г, вуглеводи — не більше 4,6 г, жири — 0 г. Енергетична цінність (калорійність) на 100 г (100 мл) пива: 43 ккал. Продається у скляній тарі 0,5 L, PET 1.15 L та PET 2 L.

• «Закарпатське оригінальне» — світлий лагер. Масова частка сухих речовин у початковому суслі — 10,4 %. Вміст спирту — не менше 4,0 % об. Поживна (харчова) цінність на 100 г (100 мл) пива: білки — 0 г, вуглеводи — не більше 4,2 г, жири — 0 г. Енергетична цінність (калорійність) на 100 г (100 мл) пива: 40 ккал. Продається у скляній тарі 0,5 L та PET 1,2 L, 2,0 L.

• «Свіжий розлив» — світлий лагер. Масова частка сухих речовин у початковому суслі — 11,5 %. Вміст спирту — не менше 4,5 % об. Поживна (харчова) цінність на 100 г (100 мл) пива: білки — 0 г, вуглеводи — не більше 4,6 г, жири — 0 г. Енергетична цінність (калорійність) на 100 г (100 мл) пива: 43 ккал. Продається у скляній тарі 0,65 L, PET 1,2 L та 1,3 L.

• «Галицька корона» — світлий лагер. Масова частка сухих речовин у початковому суслі –11 %. Вміст спирту — не менше 3,9 % об. Поживна (харчова) цінність на 100 г (100 мл) пива: білки — 0 г, вуглеводи — не більше 4,6 г, жири — 0 г. Енергетична цінність (калорійність) на 100 г (100 мл) пива: 42 ккал. Продається у скляній тарі 0,65 L, PET 1,2 L та PET 1,3 L.

• «Stare misto» — світлий лагер. Масова частка сухих речовин у початковому суслі –12,0 %. Вміст спирту — не менше 4,8 % об. Поживна (харчова) цінність на 100 г (100 мл) пива: білки — 0 г, вуглеводи — не більше 4,6 г, жири — 0 г. Енергетична цінність (калорійність) на 100 г (100 мл) пива: 45 ккал. Продається у скляній тарі 0,5 L та PET 1 L.

### Особливі сорти
• «Авторське пиво» — напівтемний лагер. Масова частка сухих речовин у початковому суслі –17,0 %. Вміст спирту — не менше 6,8 % об. Поживна (харчова) цінність на 100 г (100 мл) пива: білки — 0 г, вуглеводи — не більше 6,4 г, жири — 0 г. Енергетична цінність (калорійність) на 100 г (100 мл) пива: 66 ккал. Продається у скляній тарі 0, 5 L.

• «Чорне» — темний лагер. Масова частка сухих речовин у початковому суслі –17,0 %. Вміст спирту — не менше 6,8 % об. Поживна (харчова) цінність на 100 г (100 мл) пива: білки — 0 г, вуглеводи — не більше 6,8 г, жири — 0 г. Енергетична цінність (калорійність) на 100 г (100 мл) пива: 66 ккал. Продається у скляній тарі 0,5 L та PET 1 L.

• «Андріівський ель» — світлий ель. Масова частка сухих речовин у початковому суслі –12,0 %. Вміст спирту — не менше 5,5 % об. Поживна (харчова) цінність на 100 г (100 мл) пива: білки — 0 г, вуглеводи — не більше 4,6 г, жири — 0 г. Енергетична цінність (калорійність) на 100 г (100 мл) пива: 45 ккал. Продається у скляній тарі 0,5 L.

• «Воздвиженське» — напівтемний ель. Масова частка сухих речовин у початковому суслі –11,5 %. Вміст спирту — не менше 4,0 % об. Поживна (харчова) цінність на 100 г (100 мл) пива: білки — 0 г, вуглеводи — не більше 4,6 г, жири — 0 г. Енергетична цінність (калорійність) на 100 г (100 мл) пива: 43 ккал. Продається у скляній тарі 0,5 L.

• «Б-А» — світлий лагер. Масова частка сухих речовин у початковому суслі –8,0 %. Вміст спирту — не менше 0,5 % об. Поживна (харчова) цінність на 100 г (100 мл) пива: білки — 0 г, вуглеводи — не більше 3,4 г, жири — 0 г. Енергетична цінність (калорійність) на 100 г (100 мл) пива: 30 ккал. Продається у скляній тарі 0,5 L.

### Пиво, зварене за ліцензією
• «Heineken» — світлий лагер. Масова частка сухих речовин у початковому суслі –11,4 %. Вміст спирту — не менше 5,0 % об. Поживна (харчова) цінність на 100 г (100 мл) пива: білки — 0,5 г, вуглеводи — не більше 3,5 г, жири — 0 г. Енергетична цінність (калорійність) на 100 г (100 мл) пива: 40 ккал. Продається у скляній тарі 0,33 L, 0,5 L та банці 0,5 L.

• «Баварія Преміум Пілзнер» — світлий лагер. Масова частка сухих речовин у початковому суслі –11,2 %. Вміст спирту — не менше 4,9 % об. Поживна (харчова) цінність на 100 г (100 мл) пива: білки — 0 г, вуглеводи — не більше 4,6 г, жири — 0 г. Енергетична цінність (калорійність) на 100 г (100 мл) пива: 42 ккал. Продається у скляній тарі 0,5 L.

• «Оттінгер Пілс» — світлий лагер. Масова частка сухих речовин у початковому суслі –11,2 %. Вміст спирту — не менше 4,7 % об. Поживна (харчова) цінність на 100 г (100 мл) пива: білки — 0 г, вуглеводи — не більше 4,6 г, жири — 0 г. Енергетична цінність (калорійність) на 100 г (100 мл) пива: 42 ккал. Продається у скляній тарі 0,5 L.

• «Оттінгер Вайс» — світлий (пшеничний, нефільтрований) лагер. Масова частка сухих речовин у початковому суслі –11,5 %. Вміст спирту — не менше 4,9 % об. Поживна (харчова) цінність на 100 г (100 мл) пива: білки — 0 г, вуглеводи — не більше 4,6 г, жири — 0 г. Енергетична цінність (калорійність) на 100 г (100 мл) пива: 43 ккал. Продається у скляній тарі 0,5 L.

### Інші сорти
• «Перша варка» — світлий лагер. Масова частка сухих речовин у початковому суслі — 14,0 %. Вміст спирту — не менше 5,5 % об. Поживна (харчова) цінність на 100 г (100 мл) пива: білки — 0 г, вуглеводи — не більше 5,8 г, жири — 0 г. Енергетична цінність (калорійність) на 100 г (100 мл) пива: 53 ккал. Продається у скляній тарі 0,5 L.

• «BLONDE» — пшеничне світле нефільтроване пиво. Масова частка сухих речовин у початковому суслі — 12,0 %. Вміст спирту — не менше 5 % об. Поживна (харчова) цінність на 100 г (100 мл) пива: білки — 0 г, вуглеводи — не більше 4,6 г, жири — 0 г. Енергетична цінність (калорійність) на 100 г (100 мл) пива: 45 ккал. Продається у скляній тарі 0,5 L.

• «Лівий берег» — світлий лагер. Масова частка сухих речовин у початковому суслі –12,0 %. Вміст спирту — не менше 5,0 % об. Поживна (харчова) цінність на 100 г (100 мл) пива: білки — 0 г, вуглеводи — не більше 4,6 г, жири — 0 г. Енергетична цінність (калорійність) на 100 г (100 мл) пива: 45 ккал. Продається у скляній тарі 0,5 L.

• «З Євбазу» — світлий лагер. Масова частка сухих речовин у початковому суслі –12,0 %. Вміст спирту — не менше 5,0 % об. Поживна (харчова) цінність на 100 г (100 мл) пива: білки — 0 г, вуглеводи — не більше 4,6 г, жири — 0 г. Енергетична цінність (калорійність) на 100 г (100 мл) пива: 45 ккал. Продається у скляній тарі 0,5 L.

• «Світле» — світлий лагер. Масова частка сухих речовин у початковому суслі — 11,5 %. Вміст спирту — не менше 4,6 % об. Поживна (харчова) цінність на 100 г (100 мл) пива: білки — 0 г, вуглеводи — не більше 4,6 г, жири — 0 г. Енергетична цінність (калорійність) на 100 г (100 мл) пива: 43 ккал. Продається у скляній тарі 0,5 L та PET 1 L.

• «Радомишль світле» — світлий лагер. Масова частка сухих речовин у початковому суслі –11,0 %. Вміст спирту — не менше 4,5 % об. Поживна (харчова) цінність на 100 г (100 мл) пива: білки — 0 г, вуглеводи — не більше 4,6 г, жири — 0 г. Енергетична цінність (калорійність) на 100 г (100 мл) пива: 42 ккал. Продається у скляній тарі 0,5 L, PET 1 L та PET 2 L.

• «Тетерів» — світлий лагер. Масова частка сухих речовин у початковому суслі –16 %. Вміст спирту — не менше 8,0 % об. Поживна (харчова) цінність на 100 г (100 мл) пива: білки — 0 г, вуглеводи — не більше 6,6 г, жири — 0 г. Енергетична цінність (калорійність) на 100 г (100 мл) пива: 62 ккал. Продається у скляній тарі 0,5 L, PET 1,2 L та PET 2 L.

• «Медове» — світлий лагер з додаванням натурального квіткового меду. Масова частка сухих речовин у початковому суслі — 15,0 % Вміст спирту — не менше 5,5 % об. Поживна (харчова) цінність на 100 г (100 мл) пива: білки — 0 г, вуглеводи — не більше 6,4 г, жири — 0 г. Енергетична цінність (калорійність) на 100 г (100 мл) пива: 58 ккал. Продається у скляній тарі 0,5 L.

• «Екстра» — міцне пиво. Масова частка сухих речовин у початковому суслі — 17 %. Вміст спирту — не менше 6,8 % об. Поживна (харчова) цінність на 100 г (100 мл) пива: білки — 0 г, вуглеводи — не більше 6,8 г, жири — 0 г. Енергетична цінність (калорійність) на 100 г (100 мл) пива: 66 ккал. Продається у PET 1 L.

• «Жигулівське» — світлий лагер. Масова частка сухих речовин у початковому суслі –11,0 %. Вміст спирту — не менше 4,5 % об. Поживна (харчова) цінність на 100 г (100 мл) пива: білки — 0 г, вуглеводи — не більше 4,6 г, жири — 0 г. Енергетична цінність (калорійність) на 100 г (100 мл) пива: 42 ккал. Продається у PET 1 L та PET 2 L.

• «Національне» — лагер преміум-класу. Масова частка сухих речовин у початковому суслі — 12,5 %. Вміст спирту — не менше 5,0 %. Продається у скляній тарі 0,5 L.

• «Платінум» — лагер преміум-класу. Масова частка сухих речовин у початковому суслі — 14,0 %. Вміст спирту — не менше 5,6 %. Продається у скляній тарі 0,5 L та PET 1 L.

• «Різдвяний лагер» — світлий лагер. Масова частка сухих речовин у початковому суслі –14 %. Вміст спирту — не менше 5,6 % об. Поживна (харчова) цінність на 100 г (100 мл) пива: білки — 0 г, вуглеводи — не більше 5,8 г, жири — 0 г. Енергетична цінність (калорійність) на 100 г (100 мл) пива: 53 ккал. Продається у скляній тарі 0,5 L.

• «Альтернативне» — світлий лагер. Масова частка сухих речовин у початковому суслі — 11,0 %. Вміст спирту — не менше 3,9 % об. Продається обмеженими партіями у PET 1,0 L та 2,0 L.

### Квас
• «Львівський. Бочковий» — продається у PET 1,0 L та 2,0 L.

• «Львівський. Хлібний» — продається у PET 1,0 L та 2,0 L.

• «Львівський. Традиційний» — продається у PET 1,5L.

### Безалкогольні напої
• «Пелікан. Лимонад» — безалкогольний сильногазований напій. Поживна (харчова) цінність на 100 г (100 мл): вуглеводи — 9,5 г. Енергетична цінність (калорійність) на 100 г (100 мл): 38 ккал. Продається у PET 1,3 L.

• «Пелікан. Напій фірмовий» — безалкогольний сильногазований напій. Поживна (харчова) цінність на 100 г (100 мл): вуглеводи — 9,5 г. Енергетична цінність (калорійність) на 100 г (100 мл): 38 ккал. Продається у PET 1,3 L.

• «Пелікан. Дюшес» — безалкогольний сильногазований напій. Поживна (харчова) цінність на 100 г (100 мл): вуглеводи — 9,5 г. Енергетична цінність (калорійність) на 100 г (100 мл): 38 ккал. Продається у PET 1,3 L.

## Цікавинки
- В кінці 2015 року на заводі компанії в Радомишлі розпочався ліцензійний розлив пива Heineken[10]. Крім того, «Перша приватна броварня» виготовляє за ліцензією німецьке пиво OeTTINGER та голландське пиво BAVARIA.
- Станом на квітень 2016 року частка компанії на українському ринку, за даними Nielsen, склала 12,6 % і 13,1 % за обсягом й у грошовому вираженні відповідно.[11]

### Підтримка культури та мистецтва
- З 2007 по 2013 рік Перша приватна броварня організувала чотири міжнародні рок-фестивалі Stare Misto (однойменний до одного з сортів пива броварні) у Львові.[12]
- В 2016 році «Перша приватна броварня» виступила партнером фестивалю «День Києва. Свято вільних людей».[13]

### Підтримка спорту
- На період розіграшу Чемпіонату України з футболу сезону 2008—2009 Першою приватною броварнею було укладено спонсорські контракти з обома представниками Львова в Прем'єр-лізі. Причому, якщо офіційним спонсором менш титулованого ФК «Львів» зазначено Першу приватну броварню, то офіційним спонсором популярніших у місті «Карпат» фігурує одна з торговельних марок броварні — «Галицька корона».
- З 2012 року «Перша приватна броваря» є офіційним спонсором Федерації біатлону України[14].
- З 2017 року «Перша приватна броваря» є преміум спонсором Національної збірної України з футболу[15].
- «Перша приватна броварня» є спонсором баскетбольної команди національного університету «Києво-Могилянська академія»[16] та футбольної команди «Катандзаро».

### Партнерські проекти
У 2015 році Телеканал «1+1» і «Перша приватна броварня» розпочали унікальний мультимедійний просвітницький проект «Моя країна. Прекрасна і незалежна», в якому показали найгарніші куточки України з висоти пташиного польоту. Андрій Мацола разом із ведучими телеканалу «1+1» Аллою Мазур, Юрієм Горбуновим, Наталкою Мосейчук, Лідією Таран та Дмитром Комаровим був обличчям цього проекту.. Творці проекту розглядають можливість зняти нові вражаючі відео-історії у другому сезоні. У їхніх планах задіяти панорамну зйомку 360 градусів.
У 2017 році «Перша приватна броварня» стала офіційним партнером першого українського хакатону автомобільних інновацій CoreTeka Automotive Hackathon [Архівовано 11 квітня 2017 у Wayback Machine.], що покликаний  дати  імпульс інноваційним, актуальним рішенням у сфері транспорту та логістики. За 48 годин 10 команд під  наглядом досвідчених  менторів трансформували свої ідеї в реальні концепції проектів, здатних вирішити існуючі  гострі проблеми  у сфері автотранспорту.